# Þorgerðr Hölgabrúðr i Irpa
A la mitologia nòrdica, Þorgerðr Hölgabrúðr i Irpa són deesses. Þorgerðr i Irpa apareixen juntes a la saga Jómsvíkinga, a la saga de Njáls i al Þorleifs þáttr jarlsskálds. Irpa no apareix fora d'aquests quatre testimonis, però Þorgerðr també apareix a la Edda prosaica, al llibre Skáldskaparmál, a la saga Færeyinga, i a la saga de Harðar ok Hólmverja, i s'esmenta a la saga de Ketils hœngs. Þorgerðr està particularment associada amb Haakon Sigurdsson, i a la saga Jómsvíkinga i al Þorleifs þáttr jarlsskálds, ella i Irpa es descriuen com a germanes. Les funcions de les deesses i les implicacions dels seus noms s'han traduït en una gran quantitat de discurs acadèmic i teories.

## Etimologia
El nom Þorgerðr Hölgabrúðr (nòrdic antic), literalment significa "Þorgerðr, la núvia d'Holgi". Segons el Skáldskaparmál capítol 42, Holgi (un epònim tradicional del nord de Noruega, de la província de Hålogaland) és també el pare de Þorgerðr. El nom Þorgerðr és un compost de dos noms, el nom del déu Thor i la deessa Gerðr, el nom d'aquesta última significa "tancada"
El nom de la segona part a vegades apareix en fonts que ofereixen -brúðr substituït per -troll, i en lloc de Hölg-, els prefixos Hörða-, Hörga-, i Hölda- Holda-també apareixen. S'ha suggerit que el nom Þorgerðr deriva del nom de la jötunn Gerðr, ja que Þorgerðr també es descriu a vegades com una troll o una geganta. Alternativament, Gerðr pot ser simplement una versió abreujada del nom Þorgerðr. Þorgerðr es coneix com a Gerðr al drápa del segle x sobre Haakon, de Tindr Hallkelsson, citat en el capítol 43 de la saga Óláfs Tryggvasonar', que es troba al Heimskringla.
John McKinnell indica que el nom del pare de Þorgerðr és probablement una addició posterior per explicar els orígens del nom de Hålogaland, i que "Hölgabrúðr" probablement significa "la nòvia del (governant) de Hålogaland" i que Hörðabrúðr, de la mateixa manera, pot significar "núvia dels (governants de) Hordaland." Hörðabrúðr com "la núvia dels santuaris pagans", i höldabrúðr com "la núvia del poble de Holde" o "núvia de nobles ". McKinnell diu que la varietat d'històries i noms suggereixen que la tradició de Þorgerðr Hölgabrúðr era d'àmplia difusió, i que ella es venerà a més d'una àrea.
El nom Irpa pot derivar de la paraula en nòrdic antic jarpr (que significa "marró fosc"), que ha donat lloc a una sèrie de teories sobre la deessa. Jarpr es creu que es deriva de l'anterior paraula proto-germànica *  Erpa -.

## Documents
Þorgerðr i / o Irpa consten en les següents obres:

### Saga Jómsvíkinga

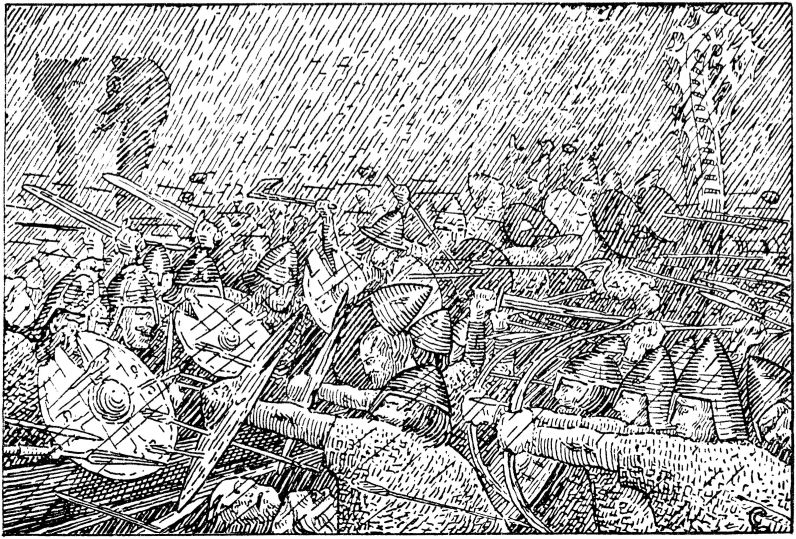
Els núvols cobreixen el cel, la llum esdevé escassa, llamps i trons ressonen, i comença a ploure, en una il·lustració de la saga Jómsvíkinga (1897) per Halfdan Egedius.

Irpa apareix en el capítol 21 de la saga Jómsvíkinga, que se centra al segle x, durant la batalla de Hjörungavágr entre la flota de Jomvikings de Sigvaldi Strut-Haraldsson i la flota d'Haakon Sigurdsson i Sveinn Hákonarson. Haakon convoca una reunió durant una pausa en els combats, i diu que sent que la marea de la batalla va en contra dels seus aliats i ell. Haakon després va a una illa anomenada Primsigned, al nord de la badia de Hjórunga. A l'illa, Haakon cau de genolls i, mentre mira cap al nord, resa a la que es descriu com la seva deessa patrona, Þorgerðr Hölgabrúðr. Segons la saga, Þorgerðr es nega repetidament a les seves ofertes, però finalment accepta el sacrifici del seu fill de 7 anys. L'esclau d'Haakon, Skopti, sacrificà el nen.
Haakon torna a la seva flota i pressiona els seus homes a participar en un atac, i els encomana a ("Þorgerðr" aquí és un anglicisme, "Thorgerd"):

"Porteu l'atac amb més força, perquè he invocat per la victòria ambdues germanes, Thorgerd i Irpa."

Haakon entra al seu vaixell, les files de la flota van cap endavant per a l'atac i la batalla comença. El temps es torna més negre al nord, els núvols cobreixen el cel, la llum esdevé escassa, llamps i trons ressonen, i comença a ploure. La flota Jomviking combat davant la tempesta i el fred, i tenen problemes per a mantenir-se drets a causa del fort vent. Els Jomvikings llancen armes, míssils i pedres a la flota d'Haakon, però el vent gira els seus projectils cap a ells.
Hávard el Hewing, a la flota d'Haakon, és el que primer veu Þorgerðr i després moltes altres van veure-la. El vent disminueix i els homes són testimonis de les fletxes que surten volant des de les puntes dels dits de Þorgerðr, cada fletxa matà un home de la flota Jomsviking. Els Jomsvikings diuen a Sigvaldi que, si bé ja no són homes lluitant sols, encara ho faran el millor possible.
La tempesta disminueix de nou i un cop més Haakon invoca Þorgerðr. La saga descriu aquest atac:

I després es va fer de nit una altra vegada amb una borrasca, aquesta vegada més forta i pitjor que abans. I just en el començament de la tempesta Hávard el Hewing va veure que dues dones es trobaven al vaixell del comte, i totes dues estaven fent el mateix que Thorgerd havia fet abans.

Sigvaldi diu als seus homes que es retirin, i raona que això no és el que es va comprometre a lluitar, sobretot perquè ara hi ha dues dones, a qui es refereix com "ogresses" i "trolls". Després que la flota Jomviking ha estat derrotada, els homes d'Haakon pesen la pluja de pedres que havien caigut durant la tempesta, per detectar "quin poder" tenien Þorgerðr i Irpa, i es troben que les pedres de calamarsa pesen una unça cada.

### Saga de Njáls
Þorgerðr i Irpa s'esmenten juntes de nou en el capítol 88 de Njáls saga, ambientada en els segles x i xi. Aquí, Hrapp irromp en el temple propietat d'Haakon i Gudbrand mentre Haakon és en una festa a casa de Gudbrand. Hrapp saqueja una representació sedent de Þorgerðr; pren un anell d'or d'ella, més la caputxa de lli que està utilitzant. A continuació, Hrapp veu una representació de Thor i el seu carruatge Agafa un anell d'or de la pintura de Thor també, i, en tercer lloc, pren un anell d'una pintura de Irpa. Hrapp pren totes les imatges del temple, les despulla dels seus elements, i després crema el temple i surt a l'alba.

### Skáldskaparmál
Þorgerðr s'esmenta a la Edda prosaica, al llibre Skáldskaparmál. Aquí, Hålogaland es descriu anomenada pel rei Holgi, i es diu que ell era el pare de Þorgerðr. Segons el Skáldskaparmál, els sacrificis es van fer a ambdues, incloent-hi diners i un monticle que es va fer per Holgi i que va ser construït amb capes d'or i plata, després cobert per una capa de terra i pedres. Més tard al Skáldskaparmál, es dona una llista de "trolls-esposes" que inclou Hölgabrúðr.

### Saga Færeyinga
En el capítol 23 de la saga Færeyinga, Haakon pregunta a Sigmund on posa la seva confiança. Sigmund respon que ell no posa la seva confiança enlloc, sinó amb si mateix. Haakon respon:

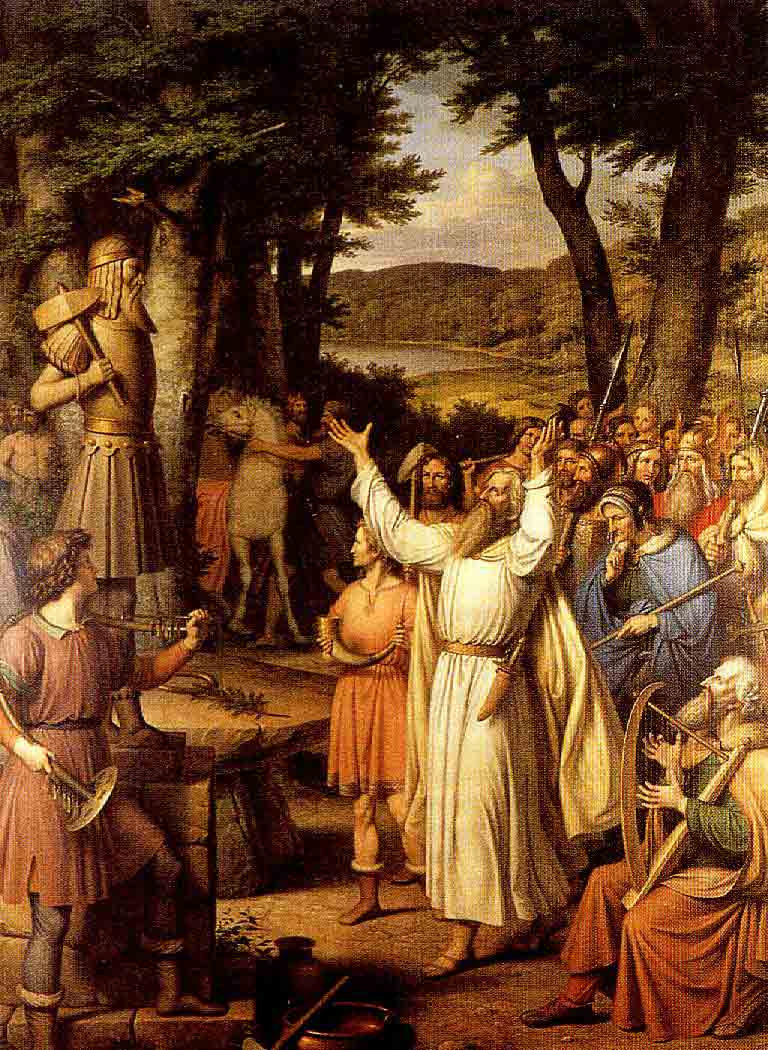
"Ofrena" per J. L. Lund, que representa un sacrifici a una imatge de Thor.

"Això no pot ser," el comte [Haakon] va respondre: "però has de posar la teva confiança on he posat tota la meva confiança, és a dir, en Thorgerd Llumbrillant," va dir ell. "I anirem a veure-la ara i buscarem la sort per a tu a les seves mans."

Els dos aleshores seguiren un petit sender a través del bosc fins que arribaren a una casa amb una tanca al seu voltant. La casa és descrita com bonica, amb escultures plenes d'or i plata. Entraren a la casa amb uns pocs homes, i troben que estava il·luminada per finestres de vidre al sostre, de manera que la llum il·lumina l'habitació i no hi ha ombres a causa d'això. Hi havia representacions de molts déus allà i una dona que es descriu com ben vestida prop de la porta.
La saga diu que Haakon es llançà a terra davant de la dona durant algun temps. Quan s'aixeca li diu a Sigmund que li han de donar una ofrena, que han de posar la plata davant al tamboret. Haakon diu:

"I ho tindrem com un senyal del que pensa d'això, si ella fa el que desitjo i deixa solt l'anell que sosté a la mà. Perquè tu, Sigmund, has d'aconseguir sort amb aquest anell."

Haakon s'apodera de l'anell i, segons li sembla a Sigmund, ella posà la mà al seu voltant. Haakon no rebé l'anell i es llança davant d'ella per segona vegada, i Sigmund nota que Haakon està plorant. Ell s'aixeca de nou, s'apodera de l'anell, i considera que l'ha afluixat. Haakon li dona l'anell a Sigmund, i li diu que ell mai ha de separar-se d'ell. Sigmund li dona la seva paraula sobre el mateix i els homes parteixen, cadascun torna als seus vaixells. Una tempesta apareix i els dos vaixells són arrossegats lluny l'un de l'altre, i es descriuen com passen molts dies.

### Saga de Harðar ok Hólmverja

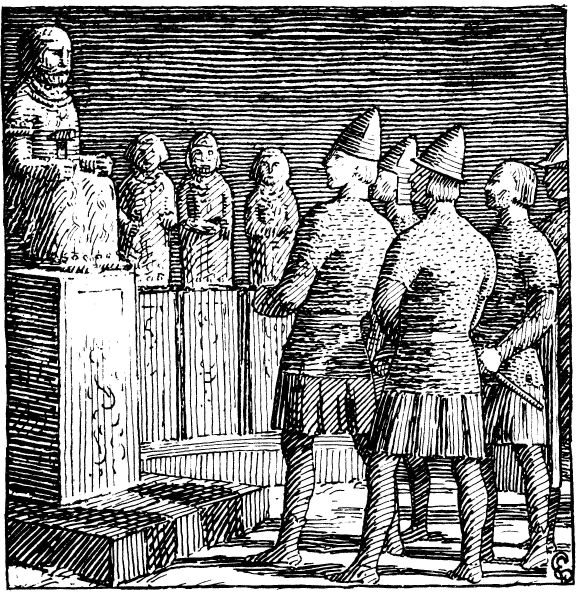
"El rei Olaf al temple de Thor" (1897), il·lustració de Óláfs saga Tryggvasonar per Halfdan Egedius.

En el capítol 19 de la saga Harðar ok Hólmverja, Grímkell Bjarnarson, un goði estretament relacionat amb Haakon, va al temple de Þorgerðr Hörgabrúðr a demanar un bon matrimoni per a la seva filla. Quan ell arriba, els déus s'estan preparant per sortir. Després d'un intercanvi enutjat amb Þorgerðr, qui li diu que no té gaire temps de vida, Grímkell incendia el hof (temple, en nòrdic antic) amb tots els déus en el mateix. Més tard aquella nit, Grímkell cau mort de sobte al sopar.

### Saga de Ketils hœngs
En el capítol 5 de la saga Ketils hœngs, Ketill troba un troll femení al bosc. El troll-dona li diu que es desplaça a un troll-Thing, una assemblea de trolls. Entre les principals figures que estaran presents, continua, hi ha Skelkingr, el rei dels trolls i Þorgerðr Hörgatröll.

### Þorleifs þáttr jarlsskálds
Al Þorleifs þáttr jarlsskálds, Þorleifr Ásgeirsson, conegut com a jarlsskáld ("el Jarl dels skalds"), recita un poema abusiu i màgicament agressiu al saló del Jarl d'Haakon. En el capítol 7 (capítol 173 de Óláfs saga Tryggvasonar), Haakon es recupera de les ferides i ofereix regals a Þorgerðr Hördabrúðr i a la seva germana Irpa, buscant el seu consell sobre la millor manera de venjar-se de Þorleifr. Seguint el seu consell, Haakon fa un home de fusta (en nòrdic antic trémaðr) construït a partir de trossos de fusta i el dota d'un cor humà. Haakon i les dues germanes després doten el trémaðr de vida, l'armen amb una alabarda, i l'envien a Islàndia per matar Þorleifr, el que aconsegueix.

## Teories
Diverses teories envolten les figures de Þorgerðr i Irpa:

### Deesses Guardianes

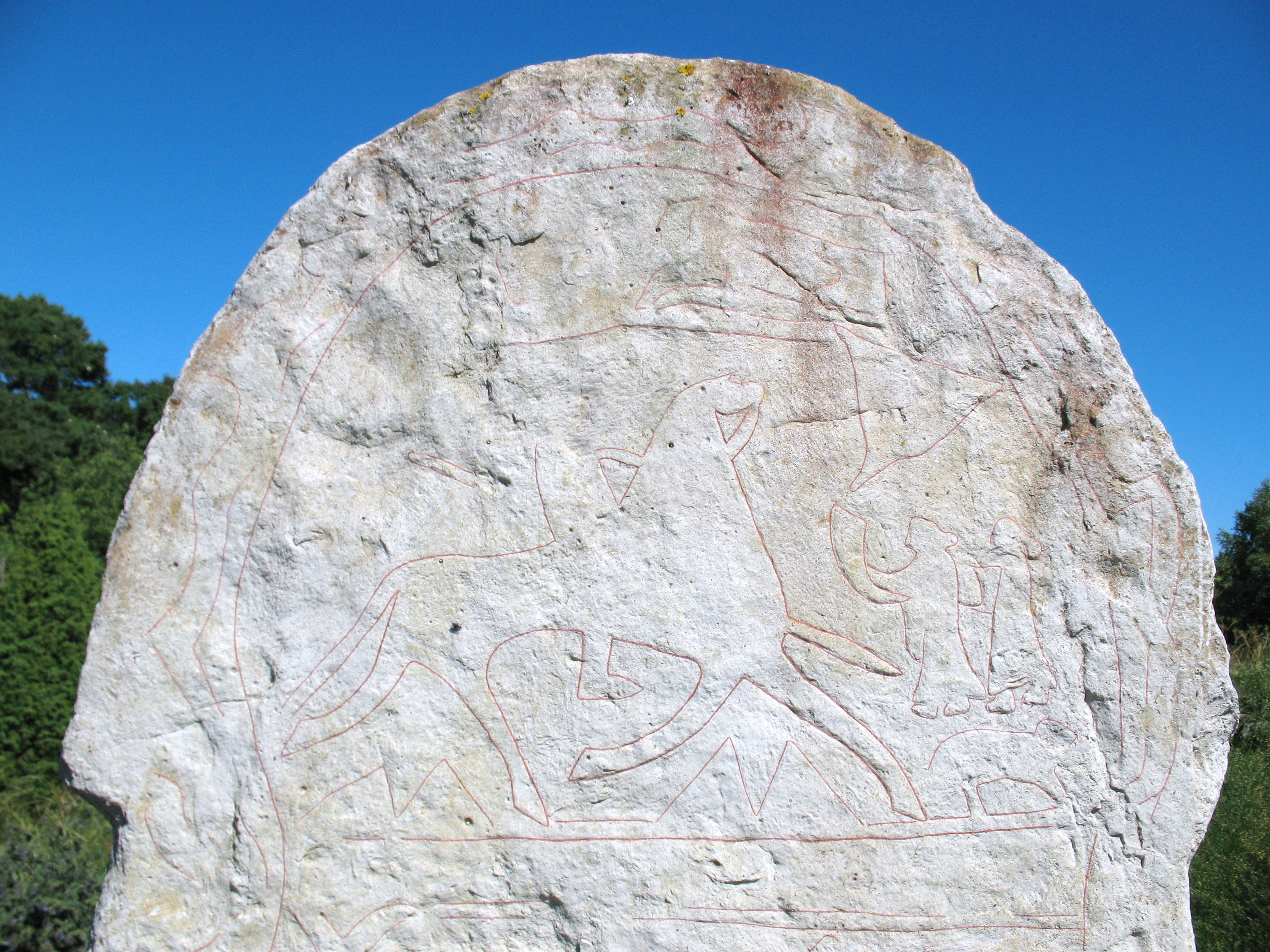
El Stenbro pedra d'imatges a Gotland és una de les diverses pedres d'imatges que mostren a un home mort rebut per una valquíria al més enllà.

Hilda Ellis Davidson recompta Þorgerðr i Irpa com a exemples de deesses tutores dins el paganisme germànic, i es comparen les seves funcions a la de les valquíries Davidson diu que si Helgi és el fundador mític de Hålogaland, això explicaria el cognom de Þorgerðr ("la núvia d'Helgi") i que, posteriorment, seria al seu torn la dona de cada governant del regne. El mateix argument ha estat esbossat substancialment per McKinnell. Davidson compara aquest paper amb els dels reis o líders als que es concedia entrada al Valhalla a l'era vikinga, quan la idea d'una deessa guardiana que donava la benvinguda als reis era essencialment un concepte aristocràtic, i que aquesta tradició podria explicar benvinguda de les valquíries als reis morts després de la vida, amb el poema Hákonarmál com un exemple.

### Þorgerðr i Freyja
Davidson teoritza a més que el nom de Þorgerðr pot originalment haver estat Gerðr, raons per les quals aquesta forma és la que es va trobar a principis del vers scaldic i, a més, que aquest és un dels noms donats a la deessa Freyja. Davidson assenyala que Haakon pot haver tornat més tard a la mateixa deessa poc abans de conèixer la seva mort, quan es va amagar a la terra sota un porc a la saga d'Olafs Tryggvasonar (recollit al Heimskringla) capítol 48, i que això podria simbolitzar un monticle de Freyja, un dels noms que significa "truja" (nòrdic antic syr). Davidson teoritza que el conte de Olaf I de Noruega arrossegant la imatge de Þorgerðr fora del seu temple després de la mort d'Haakon, i cremant al costat d'una representació de Freyr (mascle bessó de Freyja) també dona suport a aquest punt de vista.

### Irpa
Irpa ha estat proposada com una deessa de la terra. A causa de la derivació del seu nom d'una paraula per a "marró fosc", però FR Schröder ha criticat la idea d'arribar a la conclusió que Irpa és una deessa de la terra sobre la base d'aquesta evidència. John McKinnell proposa que Irpa pot representar un aspecte "fosc" de Þorgerðr, ja que el seu nom pot significar "fosca, bruna", i que ambdues eren de probable aparició de contrastos; Irpa podia ser un nom de la mala sort i també podria ser vista com un Troll. McKinnell a més proposa una connexió entre Irpa i Hel, cosa que indica que les dues poden haver estat vistes com a sinònimes.

### Teories Diverses
Nora Chadwick (1950) va suggerir que les llegendes mítiques de Þorgerðr i Irpa s'han confós i s'entrellacen amb els relats històrics de la dona d'Haakon, Þóra, i la seva germana, Guðrún, i que la figura de la skjaldmö (donzella de l'escut, donzella guerrera) Lagertha a la Gesta també pot ser un aspecte de Þorgerðr. Lotte Motz (1993) va proposar que Þorgerðr pot ser un rar exemple d'una geganta que era la destinataria de l'adoració de culte pel seu propi dret a l'Escandinàvia pagana